# Kemecse
Kemecse è una città di 5.052 abitanti situata nella contea di Szabolcs-Szatmár-Bereg, nell'Ungheria nord-orientale.

## Amministrazione

### Gemellaggi
- Lăzarea, Romania